# 盖戈里国家公园
盖戈里国家公园，阿塞拜疆的一个國家公園，位於該國西部的盖戈里区，成立於2008年4月1日，面積127.6平方公里，有胡兀鷲、白兀鷲、鵰鴞、黑啄木鳥、金黃鸝、槲鶇、歐鴿、山鷸、林百靈、疣鼻天鵝、鵪鶉、雉雞等野生動物棲息。